# Златина Тодева
Златина Гочева Тодева, известна като Мама Злата, е българска актриса.

## Биография
Родена е на 27 февруари 1926 г. в Стара Загора.
Има изиграни над 200 роли в театъра и киното. Работила е в театрите в Стара Загора, Пазарджик, Димитровград, Хасково, Пловдив и Смолян. Учи в школата на Мара Шопова – майката на Наум Шопов, а впоследствие в класическа гимназия. Първата ѝ роля, дадена от художествен съвет, е Клара в пиесата на Бърнард Шоу „Пигмалион“.
Тодева е участвала в множество филми, сред които „Хайка за вълци“, „Мила от Марс“, „Рапсодия в бяло“, „Опашката на дявола“. За моноспектакъла „Забравени от небето“ Съюзът на артистите в България ѝ присъжда награда за най-добра женска роля. Незабравими са ролите ѝ в „Анатомия на крайното“ и „Черепът на жената на гробаря“.
Наградена е с „Аскеер“ и много национални награди и държавни отличия, сред които награди от национални прегледи: на Профсъюзите 1985 г. за ролята на Неда в „Обещай ми светло минало“ от Петър Анастасов; годишната награда на САБ (1986) за най-добра женска роля – майката в „Животът това са две жени“ от Стефан Цанев, два ордена Кирил и Методий II степен, Заслужил артист, 1986 г.
През 2003 г. е поканена от Доли медия студио, за да озвучава шаманката Танана в българския дублаж на „Братът на мечката“. На следващата година е обявена за почетен гражданин на Димитровград.
Женена е за Никола Тодев до неговата смърт през 1991 г. Заедно имат дъщеря, Гергана, която участва в „Дами канят“.
Златина Тодева умира на 81 години на 13 април 2007 г. в София. Опелото се извършва в Пловдив.

## Телевизионен театър
- „Разсед“ (1988) (Димитър Начев)
- „Бягството“ (1983) (Михаил Величков) - Ана

## Филмография
- „Последната дума“ (1973)
- „Синята лампа“ (1974) 10 серии – жената на старшина Недев – (2 с. „Рожден ден“)
- „Спомен за близначката“ (1976) – стрина Цона
- „Чуй петела“ (1978)
- „Масово чудо“ (1978)
- „Сляпо куче (филм)“ (1980)
- „В името на народа“ (1984), 8 серии – баба Станка
- „Грехът на Малтица“ (1985)
- „Място под слънцето“ (1986)
- „Ешелоните на смъртта“ (1986)
- „Съседката“ (1988)
- „Неизчезващите“ (1988) 5 серии – съпругата на учителя Адамов
- „Под дъгата“ (1989) - баба Унда, майката на Ружа
- „Под игото“ (1990), 9 серии, България / Унгария
- „Гори, гори, огънче“ (1994), 4 серии – баячката
- „Закъсняло пълнолуние“ (1996) – България / Унгария – баба от старческия дом
- „Разговор с птици“ (1997) – черната бабичка
- „Дунав мост“ (7-сер. тв, 1999) – баба Рада
- „Тувалу“ (1999)
- „Клиника на третия етаж“ (1999, 2000) – недоволната пациентка / мама Злата (в 9 серии: V, VI, IX, X, XII, XV, XVI, XVII, XXIII)
- „Хайка за вълци“ (2000) 6 серии – Дона
- „Опашката на дявола“ (2001) – баба Гина
- „Огледалото на дявола“ (2001)
- „Отдел 7“ в серията: „Чуждите стъпки“ (2001)
- „Хълмът на боровинките“ (2001) – жената от влака
- „Рапсодия в бяло“ (2002)
- „Чуй звездите“ (2003) – баба Тиша
- „Тайната вечеря на Дякона Левски“ (2003)
- „Мила от Марс“ (2004) – Мама Злата
- „Без семейна прилика“ (2-сер. тв, 2004) – чистачката
- „Биволът“ (2004)

### Дублаж
- „Братът на мечката“ (2003)